# Hadena hodeva
Hadena hodeva är en fjärilsart som beskrevs av Druce 1889. Hadena hodeva ingår i släktet Hadena och familjen nattflyn. Inga underarter finns listade i Catalogue of Life.